# NGC 2750
NGC 2750 (другие обозначения — UGC 4769, IRAS09028+2538, MCG 4-22-12, VV 541, ZWG 121.17, KCPG 186B, PGC 25525) — спиральная галактика (Sc) в созвездии Рака. Открыта Уильямом Гершелем в 1785 году.
По массе галактика в пять раз меньше Млечного Пути, удалена на 40 мегапарсек и имеет 7 спутников в пределах 150 килопарсек в проекции на картинную плоскость. В шести из семи спутников происходит активное звездообразование и они богаты газом, оставшийся относится к раннему морфологическому типу. Шесть из семи спутников массивнее Малого Магелланова Облака. По кинематическим характеристикам в своей системе галактика похожа на Центавр A.
Этот объект входит в число перечисленных в оригинальной редакции «Нового общего каталога».